# Neuville-sur-Saône
Neuville-sur-Saône is een gemeente in de Franse Métropole de Lyon (regio Auvergne-Rhône-Alpes). De plaats maakt deel uit van het arrondissement Lyon. Neuville-sur-Saône telde op 1 januari 2022 7.807 inwoners.
De plaats heette aanvankelijk Vimy, maar werd vanaf 1665 hoofdstad van de Franc-Lyonnais, en omgedoopt in Neuville.

## Geschiedenis
Vanaf 971 waren de abten van de Abdij van Île-Barbe eigenaar van het kasteel van Vimy. Het kasteel werd hun residentie en zij droegen bij tot de welvaart van de stad. Rond 1200 kreeg Vimy een stadsmuur met daarin vier poorten: Porte de la Saône (westen), Porte d'Ombreval (noorden), Porte d'Orient (oosten) en Porte de Lyon (zuiden). De muur was tussen 4,8 en 7,5 meter hoog en was gemiddeld 1,2 meter dik. In 1630 werd abt Camille de Neufville de Villeroy, de latere aartsbisschop van Lyon, eigenaar van het 15e-eeuwse kasteel van Ombreval, dat net ten noorden van de ommuurde stad lag. Hij liet het kasteel herbouwen en liet een kasteeltuin aanleggen met daarin allerlei bijgebouwen en folly's. Hij gaf Vimy haar nieuwe naam, Neufville-l’Archevêque, en maakte haar hoofdstad van Franc-Lyonnais ten koste van Genay. Hij bevorderde ook de handel in Vimy door het instellen van de jaarmarkt van 1 mei (1657). In 1659 ontving hij koning Lodewijk XIV op zijn kasteel. Dit kasteel bleef in het bezit van de familie de Neufville de Villeroy tot de Franse Revolutie.
De handel bleef belangrijk voor Vimy en door zijn goede verbindingen over de rivier en over de weg telde de gemeente aan het begin van de 19e eeuw wel negen jaarmarkten. Aan het einde van de 18e eeuw was er ook industrie ontstaan met de Manufacture royale de Velours, waar katoen werd verwerkt.

## Geografie
De oppervlakte van Neuville-sur-Saône bedroeg op 1 januari 2022 5,47 vierkante kilometer; de bevolkingsdichtheid was toen 1.427,2 inwoners per km². De gemeente ligt op de linkeroever van de Saône.

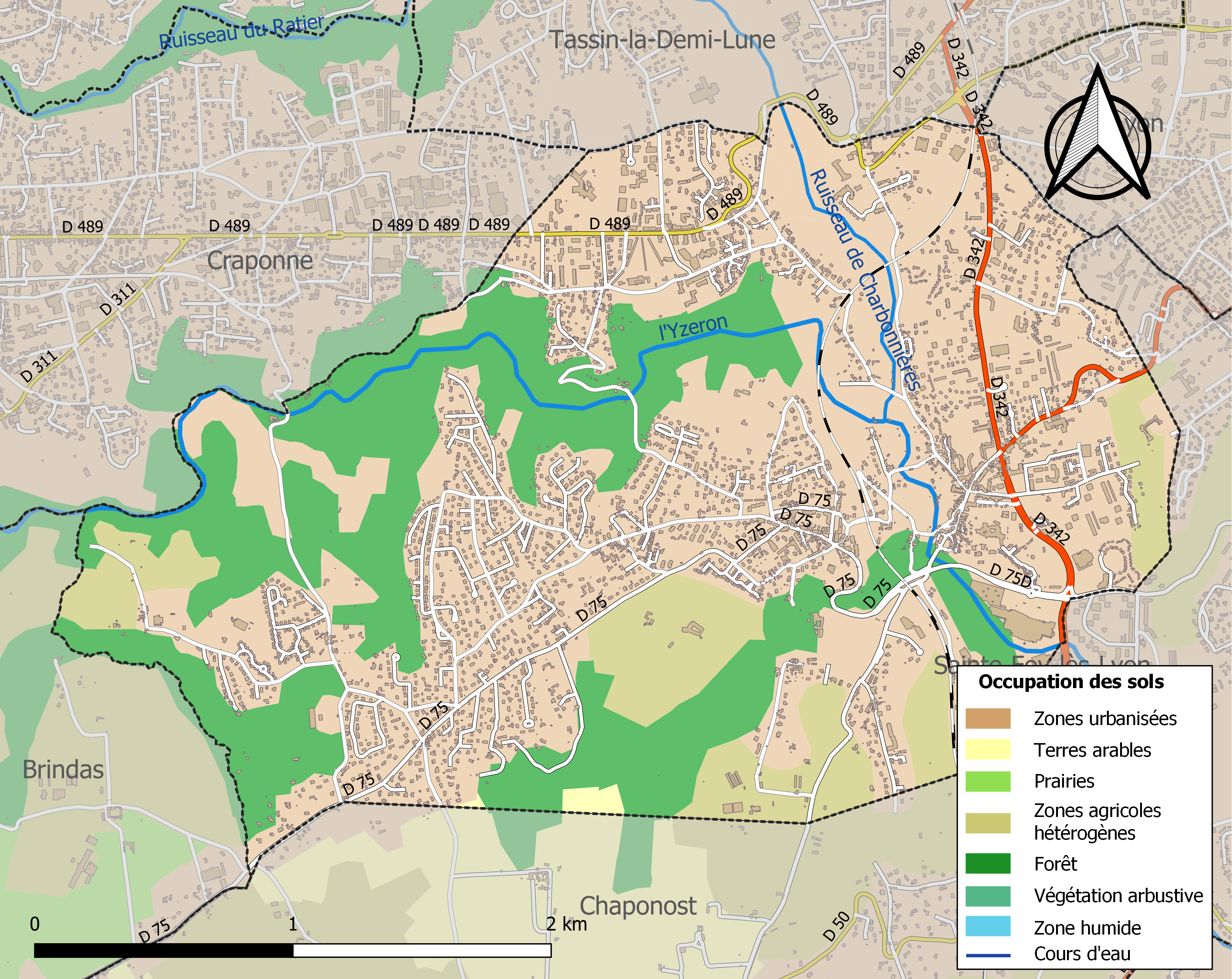
Kaart van de gemeente met de belangrijkste infrastructuur, bodemgebruik en omliggende gemeenten

## Demografie
Onderstaande figuur toont het verloop van het inwonertal (bron: INSEE-tellingen).